# Gagrella tenuipalpis
Gagrella tenuipalpis is een hooiwagen uit de familie Sclerosomatidae.